# Alfred Nieżychowski

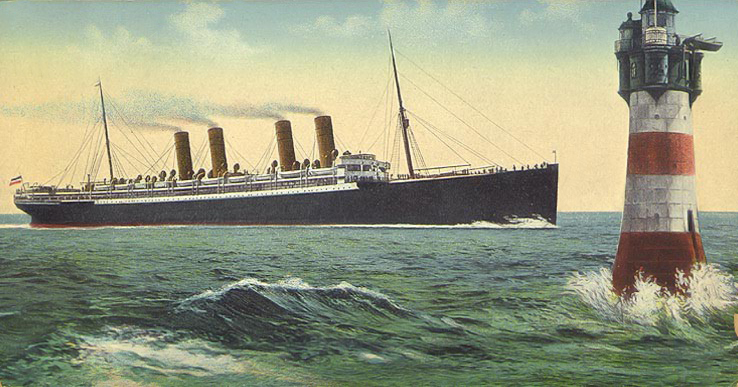
SS „Kronprinz Wilhelm”

Alfred Nieżychowski herbu Pomian, niem. Alfred Graf von Niezychowski (ur. 28 lipca 1888 w Granówku, zm. 13 czerwca 1964 w Michigan) – polski ziemianin z niemieckim tytułem hrabiowskim, dowódca niemieckiego statku handlowego podczas I wojny światowej, pisarz, nauczyciel akademicki oraz działacz społeczny w stanie Michigan. Obywatel Stanów Zjednoczonych (od 1926). Brat kapitana Wojska Polskiego Kazimierza Nieżychowskiego (1892–1987).

## Życiorys
Urodził się jako czwarte z sześciorga dzieci Stanisława Nieżychowskiego (1851–1897) i Łucji z domu Taczanowskiej (1862–1917). W wieku dziewięciu lat utracił ojca. W dwa lata później jego matka poślubiła przemysłowca i agronoma Rodryga Dunina (1870–1928), z którym miała jeszcze dwoje dzieci.
Alfred Nieżychowski został elewem szkoły kadetów w Wahlstatt (Legnickie Pole) oraz szkół morskich w Gdańsku i Kilonii.
Jego najstarszy brat Józef Nieżychowski, dziedzic Granówka, osiągnął wysoki stopień w armii niemieckiej, lecz w II wojnie światowej walczył w stopniu generała w Wojsku Polskim.
Alfred Nieżychowski został oficerem na pokładzie niemieckiego statku pasażerskiego „Kronprinz Wilhelm” należącego do Hamburg-American Line.
„Kronprinz Wilhelm” w chwili wybuchu I wojny światowej znajdował się w porcie w Nowym Jorku i został przeznaczony do służby wojennej jako pomocniczy krążownik. Na pokładzie zainstalowano działa i statek przez następne 251 dni atakował statki handlowe u wybrzeży Ameryki Południowej, unikając pojmania przez flotę aliancką. Po wyczerpaniu zapasów zacumował w porcie Stanów Zjednoczonych, gdzie załoga została internowana. Gdy USA weszły do wojny w roku 1917 załoga wraz z dowódcą została uwięziona, a statek po przemianowaniu na USS „Von Steuben” posłużył do przewozu wojsk.
Po zakończeniu wojny Nieżychowski pozostał w Stanach Zjednoczonych. Został prezesem polsko-amerykańskiego towarzystwa żeglugowego w Nowym Jorku. W styczniu 1926 otrzymał obywatelstwo amerykańskie.
W 1928 roku wydał książkę o 251-dniowej wyprawie wojennej statku „Kronprinz Wilhelm”.
W 1932 roku kandydował bez powodzenia do Izby Reprezentantów USA.

## Publikacje
- Count Alfred von Niezychowki, The Cruise of the Kronprinz Wilhelm, 1928, Doubleday & Company